# Cryphia cyanympha
Cryphia cyanympha är en fjärilsart som beskrevs av Ferguson 1988. Cryphia cyanympha ingår i släktet Cryphia och familjen nattflyn. Inga underarter finns listade i Catalogue of Life.